# Yassine Benzia
Yassine Benzia (ur. 8 września 1994 w Saint-Aubin-lès-Elbeuf) – algierski piłkarz francuskiego pochodzenia grający na pozycji napastnika. Zawodnik Karabachu.

## Kariera klubowa

### Lyon
27 października 2011 podpisał swój pierwszy profesjonalny kontrakt z Olympique Lyon. Zadebiutował 20 maja 2012 w meczu ligowym z OGC Nice.

### Lille
31 sierpnia 2015 Benzia zdecydował się na przejście do Lille OSC. Zawodnik związał się z tym klubem czteroletnim kontraktem. W nowej drużynie zadebiutował 12 września w meczu ze swoim poprzednim pracodawcą, czyli Lyonem w spotkaniu rozegranym w ramach Ligue 1.
| Sezon   | Klub           | Kraj    | Rozgrywki          | Mecze | Bramki | Europejskie puchary              | Mecze | Bramki |
| ------- | -------------- | ------- | ------------------ | ----- | ------ | -------------------------------- | ----- | ------ |
| 2011/12 | Olympique Lyon | Francja | Ligue 1            | 1     | 0      | –                                | –     | –      |
| 2012/13 | Olympique Lyon | Francja | Ligue 1            | 16    | 0      | Liga Europy                      | 3     | 2      |
| 2013/14 | Olympique Lyon | Francja | Ligue 1            | 11    | 2      | kw. do Ligi Mistrzów Liga Europy | 3 2   | 0      |
| 2014/15 | Olympique Lyon | Francja | Ligue 1            | 10    | 2      | kw. do Ligi Europy               | 2     | 0      |
| 2015/16 | Lille OSC      | Francja | Ligue 1            | 25    | 5      | –                                | –     | –      |
| 2016/17 | Lille OSC      | Francja | Ligue 1            | 25    | 3      | kw. do Ligi Europy               | 2     | 0      |
| 2017/18 | Lille OSC      | Francja | Ligue 1            | 31    | 1      | –                                | –     | –      |
| 2018/19 | Lille OSC      | Francja | Ligue 1            | 2     | 0      | –                                | –     | –      |
| 2018/19 | Fenerbahçe SK  | Turcja  | Süper Lig          | 13    | 0      | Liga Europy                      | 3     | 0      |
| 2019/20 | Olympiakos SFP | Grecja  | Superleague Ellada | 5     | 0      | Liga Mistrzów                    | 3     | 0      |
| 2019/20 | Dijon FCO      | Francja | Ligue 1            | 0     | 0      | –                                | –     | –      |

Stan na: 11 stycznia 2020

## Kariera reprezentacja
Benzia jest młodzieżowym reprezentantem Francji w kategoriach U-16, U-17, U-18, U-19, U-21. W 2011 brał udział w Mistrzostwach Świata U-17.
Mimo że urodził się we Francji i to właśnie w młodzieżowych reprezentacjach tego kraju występował, w styczniu 2016 roku zdecydował się na grę dla Algierii, co potwierdził prezes tamtejszego związku, Mohamed Raouraoua. W marcu tego samego roku FIFA ogłosiła, że zgadza się na zmianę przynależności reprezentacyjnej przez napastnika. Benzia w dorosłej drużynie zadebiutował 26 marca w kwalifikacjach Pucharu Narodów Afryki 2017 w spotkaniu przeciwko Etiopii.